# Reizwort
Reizwort (englisch stimulus word, französisch mot-stimulus) ist eine Bezeichnung für Wörter oder Phrasen, die beim Rezipienten bestimmte emotionale Reaktionen, Assoziationen oder sonstige reflexartige mentale Prozesse stimulieren.

## Wortgeschichte
Das Wort „Reizwort“, ältere Form „Reitzwort“, ist seit dem 16. Jahrhundert im Deutschen belegt und war in seiner Bedeutung zunächst weitgehend beschränkt auf negativ provozierende „Schmäh-, Schelt-, Läster- oder Reizwörter“, die zu Widerspruch und Streit „reizen“, die Bedeutung hat sich jedoch seit dem ausgehenden 19. Jahrhundert unter dem Einfluss der psychologischen Fachsprache erweitert, die den Reizwortbegriff unabhängig vom positiven oder negativen Charakter der Reaktion verwendet, so dass der Duden das Wort „Reizwort“ heute mit der allgemeinen Bedeutung „Emotionen auslösendes Wort“ erklärt.